# Mike Braun
Michael K. Braun (* 24. března 1954 Jasper, Indiana) je americký podnikatel a politik. V letech 2018 až 2025 byl republikánským senátorem USA za Indianu. Od roku 2025 je guvernérem Indiany.
Na začátku své politické kariéry byl členem demokratické strany. V roce 2012 přešel k republikánům a v letech 2014–2017 byl za republikány poslancem kongresu v Indianě. Po prezidentských volbách v roce 2020 Braun zamýšlel výsledky voleb zpochybnit. Po útoku Trumpových příznivců na Kapitol 6. ledna 2021 si to však rozmyslel a výsledky voleb v hlasování Kongresu potvrdil.